# Obryte (Pułtusk)
Pour les articles homonymes, voir Obryte.
Obryte (prononciation : [ɔˈbrɨtɛ]) est un village polonais de la gmina d'Obryte dans le powiat de Pułtusk de la voïvodie de Mazovie dans le centre-est de la Pologne.
Le village est le siège administratif (chef-lieu) de la gmina appelée gmina d'Obryte.
Il se situe à environ 12 kilomètres à l'est de Pułtusk (siège du powiat) et à 59 kilomètres au nord de Varsovie (capitale de la Pologne).
Le village compte approximativement une population de 1 124 habitants.

## Histoire
De 1975 à 1998, le village appartenait administrativement à la voïvodie d'Ostrołęka.